# Watlala
I Watlala sono uno dei gruppi di nativi americani parlanti le lingue chinook. Essi abitavano i prati di Sams Walker Day Use Site, presso Skamania e St. Cloud Ranch Day Use Site. Un cartello interpretativo di Sams Walker afferma che il Watlata viveva in case di assi di cedro riparate dalla terra.
Un altro riporta che essi usavano rami di salice per costruire strutture temporanee.
Chiamati anche Indiani della Cascata, o Cascade Indians in inglese, essi furono una tribù appartenente al gruppo Chinook che viveva presso le cascate del fiume Columbia e del fiume Willamette in Oregon. Essi pescavano e cacciavano gli animali nella cascata. Negli anni 1805-06 Lewis e Clark stimarono che la loro popolazione ammontava a circa 2800 persone e nel 1870, insieme ai Wasco, venne stimato che la loro popolazione ammontava a circa 3200 persone. Poiché c'erano anche altre tribù vissute presso o vicino alle cascate e le persone erano molto mutevoli a causa del fatto che la posizione era un luogo di pesca popolare, era impossibile identificarli con certezza. 
Diverse altre bande note, che potrebbero essere state Watlala o popolazioni successive, sono state incluse nel loro gruppo, tra cui Cathlakaheckit, Cathlathlala, Cathlayackty, Clahclellah, Katlagakya, Yehuh. Nel 1829, i Nativi Americani della regione soffrirono di un'epidemia che fu chiamata "febbre malarica", di natura sconosciuta, che uccise in una sola estate, circa quattro quinti della popolazione. Interi villaggi scomparvero e quelli rimasti vennero consolidati. Dopo l'epidemia, i Watlala sembravano l'unica tribù rimasta, mentre i resti delle altre probabilmente si erano uniti sotto tale nome, sebbene fossero comunemente chiamati Indiani della Cascata dai bianchi. Nel 1854 venne riportato che la loro popolazione ammontava a sole 80 persone e nel 1855 essi aderirono al trattato Wasco sotto il nome di "banda Ki-gal-twal-la dei Wasco" e "banda Dog River dei Wasco", e vennero spostati presso la Riserva di Warm Springs in Oregon. In seguito, non furono più elencati separatamente e, tra essi, per quelli che non si unirono ai Wasco, si pensò che si fossero uniti alla tribù dei Wishram.